# Javier Iglesias Villanueva
Javier Iglesias Villanueva (Puentedeume, La Coruña, España, 23 de abril de 1983) es un árbitro de fútbol español de la Primera División de España. Pertenece al Comité de Árbitros de Galicia.
Es hermano del exárbitro de Primera División Ignacio Iglesias Villanueva.

## Temporadas
| Categoría            | País   | Años      | Partidos |
| -------------------- | ------ | --------- | -------- |
| Segunda División "B" | España | 2007-2018 | 143      |
| Segunda División     | España | 2018-2022 | 0        |